# Linha 10 do Tramway d'Île-de-France
A linha 10 do Tramway d'Île-de-France ou T10 (antigamente denominada Tramway Antony - Clamart ou TAC) é um projeto da linha de tramway com um comprimento de 8,2 quilômetros entre Antony-Croix de Berny e Clamart-Jardin Parisien. Esta futura linha cruzará especialmente com a linha B do RER e o Trans-Val-de-Marne em Croix de Berny (Antony), e o tramway T6 em Clamart, garantindo a ligação de áreas de atividades e empregos, como o parque de negócios de Plessis-Clamart, diferentes instituições de ensino e pesquisa e áreas densas de habitat.
Este projeto é apoiado desde o início por um aviso muito favorável dos representantes eleitos das comunas envolvidos, bem como o departamento dos Altos do Sena e a região de Ilha de França.
Em março de 2014, o Sindicato de Transportes da Île-de-France (STIF) publicou um plano apresentando os projetos do Grand Paris no qual ele atribui a esta linha, cuja inauguração está prevista para 2023, o número "10" e a cor verde pálida.
A primeira fase das obras começou em dezembro de 2017. As operações de desvio das redes de água, de electricidade, de gás e de telecomunicações estão hoje sob a futura plataforma do tramway devendo durar até 2019.

Plano da linha.

## História
A linha vai sair da estação de La Croix de Berny em Antony e passará a RD 986 até o carrefour du 11-Novembre-1918 em Châtenay-Malabry, depois a RD 2, até Clamart (Jardin Parisien), a leste da Floresta de Meudon. Ela irá resultar na renovação dos itinerários das linhas de ônibus 195, 290 e 379.
No início de 2011, o projeto evolui e o Sindicato de Transportes da Île-de-France (STIF) parecia ver uma conexão através de um veículo leve sobre pneus, a fim de facilitar a extensão da linha subsequente em direção a Paris. Mas no final, o STIF, na sua reunião de 6 de julho de 2011, aprovou a implementação de um bonde. A consulta prévia ocorreu de 21 de janeiro a 1 de março de 2013 e o inquérito público foi colocado em 2015.
Em 10 de julho de 2013, o STIF aprovou o princípio da realização de um projeto de tramway de ferro em corredor próprio, entre La Croix de Berny e Place du Garde por um traçado de 8,2 quilômetros por 14 estações. Como resultado, os estudos são aprofundados tendo em vista a realização da consulta pública, prevista em 2015. Além disso, o princípio de uma extensão para o Grand Paris Express é confirmada. Este, portanto, aumentar o atendimento a esse novo tramway.
A consulta pública foi executada de 5 de outubro a 6 de novembro de 2015. O projeto foi declarado de utilidade pública em 11 octobre 2016.
As obras de preparação iniciaram em dezembro de 2017. As obras de engenharia civil estão previstas para começar em 2019.

## Estações
- La Croix de Berny
- Grenouillère
- Vincent Fayo
- Allende
- Esplanade
- Cinéma Rex
- Centre Commercial
- 11 novembre
- Noveos
- Parc des Sports
- Édouard Herriot
- Hôpital Béclère
- Jardin Parisien

## Extensão para o norte
Está prevista a extensão da linha, em uma segunda fase, até Issy-les-Moulineaux. A extensão foi originalmente previsto até a estação de Issy-Val de Seine, mas, eventualmente, poderia ser realizado até a estação de Issy, com acesso mais fácil, e que terá uma estação da linha 15. do Grand Paris Express e uma estação da linha 12. O viário é no entanto íngreme e de largura insuficiente para permitir a coexistência entre um tramway e o tráfego rodoviário, o que poderia levar a considerar a passagem por um túnel
Em 2015, o dossier de enquete pública especifica que as opções da extensão para o norte, para a estação de Issy ou a estação de Clamart estão em estudo, seja na superfície ou em subterrâneo.